# Морскова Наталія Геннадіївна
Наталія Геннадіївна Морскова (Кірчик) (нар. 17 січня 1966 року, Ростов-на-Дону, Російська РФСР СРСР) — радянська, російська та іспанська гандболістка, одна з найсильніших лівих напівсередніх в історії світового гандболу. Заслужений майстер спорту СРСР (1986).

## Кар'єра
Наталія Морскова народилася 1966 року в Ростові-на-Дону. Займатися гандболом почала ще в дитинстві у рідному місті. Тренувалася під керівництвом Ольги арпенко. У 17-річному віці була запрошена до команди «Ростсільмаш», у 1985 році виграла чемпіонат світу серед юніорок. З 1986 року Наталія виступала за збірну СРСР.
У складі «Ростсільмашу» стала дворазовою чемпіонкою СРСР (1990, 1991), срібним (1989) і бронзовим (1988) призером чемпіонатів СРСР, а також внесла значний внесок у завоювання клубом Кубка Кубків сезону 1989/1990 року, ставши найкращим бомбардиром «Ростсільмашу» в цьому розіграші Кубка.
У 1991 році переїхала до Іспанії, виступав за «Валенсію», з якою виграла Лігу чемпіонів (1996/97), Суперкубок Європи (1997), Кубок Кубків (1999/00). В 1998 році прийняла іспанське громадянство, на чемпіонаті Європи-1998 дебютувала у складі збірної Іспанії.
В даний час, після закінчення спортивної кар'єри, проживає в Іспанії. Дочка — Наталія, онук — Богдан.

## Спортивні досягнення
Дворазова чемпіонка світу (1986, 1990). Дворазова бронзова призерка Олімпійських ігор (1988, 1992). Найкращий бомбардир чемпіонату світу (1990) та Ігор доброї волі (1986). Була лідером збірної Росії на чемпіонаті світу 1993 року (п'яте місце), де стала другим бомбардиром турніру з 50 голами.